# Toyota 2000GT
La Toyota 2000GT è un'automobile sportiva prodotta in un numero limitato e per il solo mercato Giapponese. 
Fece la sua prima apparizione al Tokyo Motor Show nel 1965, e fu prodotta tra il 1967 e il 1970. Dimostrò ai produttori di auto giapponesi che si poteva fare un'auto sportiva che potesse rivaleggiare con le auto europee.
Provando l'auto in pre-produzione nel 1967, il magazine Road & Track valutò la 2000GT come «una della più eccitanti e divertenti auto che abbiamo mai guidato» e la compararono favorevolmente con una Porsche 911.

## Profilo

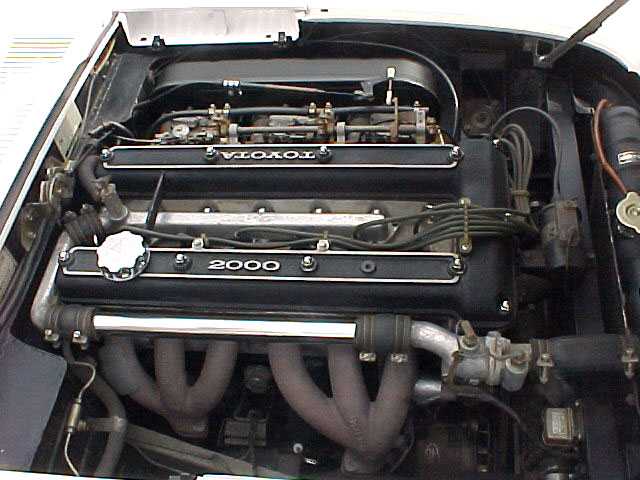
Il motore

### Stile e tecnica
La carrozzeria è stata fabbricata in alluminio ed è caratterizzata da fari a scomparsa e grandi luci di posizione coperte da plexiglas come erano montate nella Toyota Sports 800. La 2000GT si presenta con una linea molto bassa, in quanto l'altezza non supera i 116 cm. Nel 1969 l'auto fu modificata leggermente rendendo le luci di posizione posteriori più piccole e cambiando la forma delle frecce, gli indicatore di direzione posteriori vennero allargati e furono modificati anche gli interni per renderli più moderni. Gli ultimi esemplari furono dotati di aria condizionata e trasmissione automatica come optional.
Il motore era un 2 litri con architettura 6 cilindri in linea, elaborato da Yamaha con una nuova testata con doppio albero a camme in testa, alimentato da 3 carburatori doppio corpo Kogyo (l'attuale Mikuni) che riusciva a sviluppare fino a 150 CV.

## Evoluzione
Basandosi sulla 2000GT, la Toyota costruì la EX-1, concept car che avrebbe dovuto rappresentare la seconda generazione della sportiva nipponica. Presentata presso il salone di Tokyo del 1969, era dotata di un nuovo alettone posteriore fissato al di sopra del lunotto posteriore e di un nuovo design aerodinamico. Il tetto era del tipo panoramico, mentre le sospensioni erano indipendenti. Come propulsore era equipaggiato un V8 5.0 derivato dalla Toyota 7. Purtroppo il progetto non venne mai messo in produzione di serie.

## Attività sportiva
Nel 1966 due dei primi prototipi della 2000GT, denominati 311S, vennero schierati dal team ufficiale Toyota al GP del Giappone che si svolgeva sul tracciato del Fuji. Pilotati da Shihomi Hosoya e Mitsuo Tamura, si classificarono secondo e quindicesimo sulla griglia di partenza, ma solo la vettura di Hosoya riuscì a terminare la corsa in decima posizione.
Poco dopo, altre due 311S dotate di carburatori Weber 45DCOE che elevavano la potenza del propulsore a 200 CV vennero schierate alla 1000 km di Suzuka, la prima corsa di tipo endurance svoltasi in Giappone. Condotte dai piloti Sachio Fukuzawa e Tomohiko Tsutsumi, colsero le prime due posizioni in classifica. Un anno dopo, nel 1967, furono schierate due 2000GT alla 500 km di Suzuka, la quale venne vinta dalla vettura condotta da Hiroshi Fushida. Sempre nel 1967 fu conquistata una doppietta alla 24 Ore di Suzuka ad opera degli equipaggi Hosoya/Ohtubo e Tsutsumi/Fushida nonostante le condizioni climatiche proibitive.
Nello stesso anno la 2000GT venne scelta da Carroll Shelby per partecipare nella Classe C al campionato statunitense SCCA. Dopo diversi test svolti sui circuiti di Riverside e di Willow Springs per accertare il comportamento in pista della vettura e modificarne eventualmente alcune componenti dove necessario, l'auto venne affidata ai piloti Dave Jordan e Scooter Patrick. Le vetture erano state alleggerite di tutti gli elementi superflui non necessari alla partecipazione alle gare e i loro propulsori erano stati potenziati con l'aggiunta di due carburatori Weber per ottenere una potenza di 200 cv. Diverse componenti della carrozzeria vennero sostituite con parti in fibra di vetro, mentre le sospensioni di serie furono rimpiazzate da modelli Koni più rigide e dotate di barra anti-rollio per meglio adattarsi ai tracciati di gara. Gli pneumatici da gara furono forniti dalla Goodyear e avvolgevano cerchi in magnesio. L'impianto frenante rimase invariato, fatta eccezione la sostituzione delle pinze Dunlop con modelli Girling derivati dalle Shelby Cobra. L'intera meccanica venne aggiornata con componenti costruiti specificatamente per l'impiego agonistico.
La prima gara a cui parteciparono avvenne nel 1968 allo Stardust International Raceway, dove Patrick si classificò secondo. Successivamente vennero ottenute quattro vittorie e numerosi podi, tanto che alla fine del campionato la 2000GT si classificò seconda. Nonostante l'ottimo risultato, la Toyota non rinnovò la collaborazione con la Shelby nella stagione successiva, in quanto puntava alla partecipazione alle competizioni per promuovere le vendite della vettura, cosa che però non avvenne, con sole 50 unita vendute sul suolo statunitense.

## Record

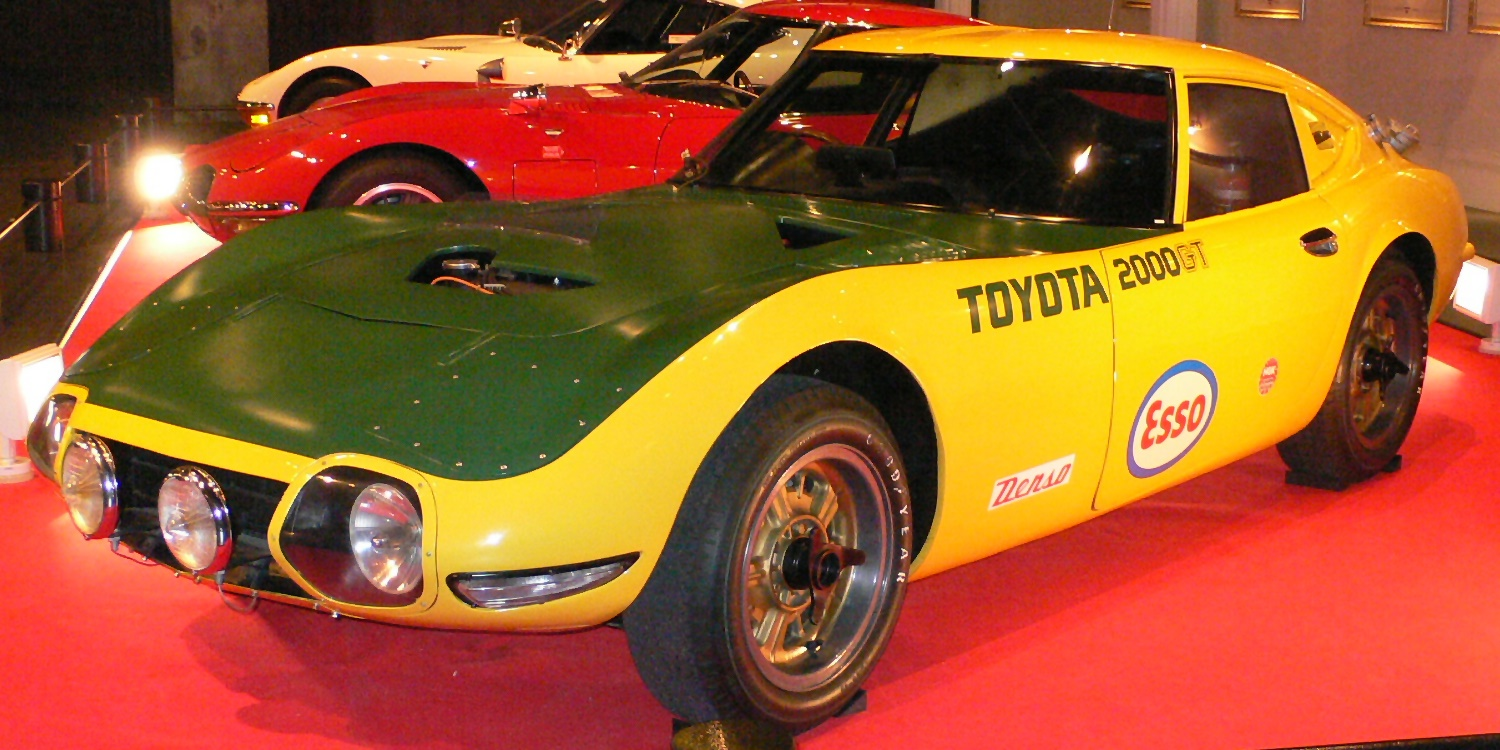
Il prototipo che stabilì i record

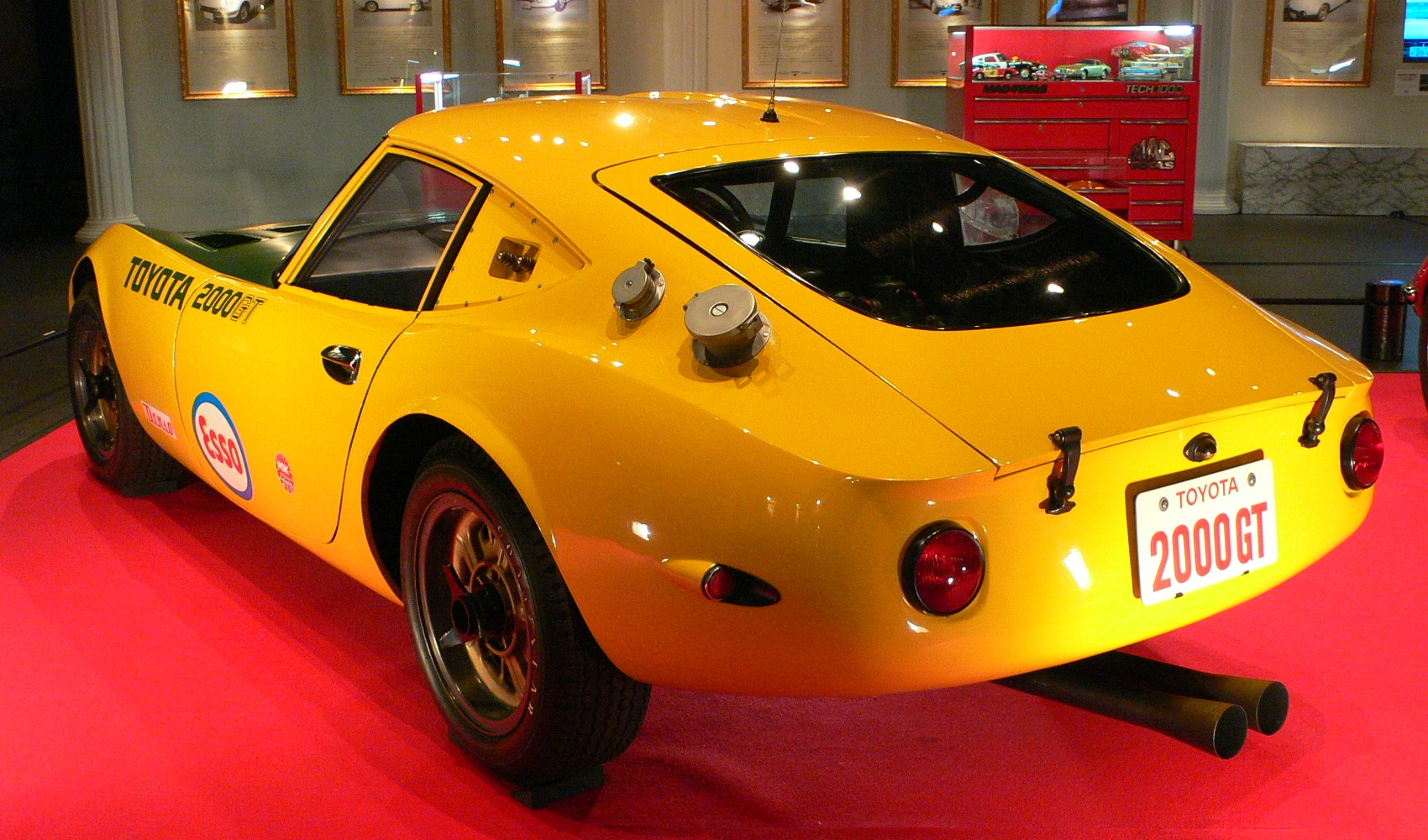
Vista posteriore

Impiegando uno dei primi prototipi prodotti della GT2000, la Toyota decise di tentare il superamento di alcuni record di durata nel 1966. Come luogo del tentativo venne scelto il nuovo autodromo di Tsukuba, nella precisione la sua sezione ovale. La vettura, un prototipo 280A/I, venne dotato di nuovi elementi meccanici e il suo propulsore venne equipaggiato con tre carburatori Weber che ne incrementarono la potenza fino a 200 CV. Il tentativo di record del primo ottobre venne preceduto da numerosi test per vagliare eventuali deficienze meccaniche del mezzo. Il giorno della prova, cinque piloti si alternarono alla guida della 2000GT sotto una forte pioggia battente, ma nonostante questo vennero battuti 10 record internazionali e 3 mondiali per quanto riguardava la velocità media tenuta nell'arco delle 72 ore di percorrenza.